# Mort informationnelle
La mort informationnelle, ou « mort du point de vue de la théorie de l’information », d'un être est la perte de l'information qui le constitue au point qu'il soit impossible en principe — et non seulement en pratique — de le ramener à la vie,. 
Il s'agit d’une tentative de définir la mort de façon absolue et en particulier indépendamment de quelconques avancées médicales, par opposition aux notions de mort clinique et de mort légale. Cette définition dépend en revanche de celle de ce qui constitue une personne, autrement dit de la notion d'identité. La mort informationnelle est une notion théorique et non un critère pratique de diagnostic de la mort.
Il est courant qu'une personne soit considérée comme morte avant sa mort informationnelle. Ainsi, une victime d'une crise cardiaque qu'on ne parvient pas à réanimer sera déclarée légalement morte alors que la destruction complète de son cerveau (mort informationnelle) ne surviendra que plus tard, potentiellement plusieurs heures après l'arrêt de l'afflux sanguin. Inversement, dans le cas d'une maladie détruisant physiquement le cerveau, on peut considérer que la mort informationnelle survient, ou du moins débute, avant la mort clinique du malade. 
La cryonie vise à prévenir la mort informationnelle de personnes ou d'animaux en situation de mort clinique.
Le concept de mort informationnelle a été approfondi dans certaines discussions bioéthiques, biophiliques et religieuses sur la mort,,,,,,.